# Sceleocantha glabricollis
Sceleocantha glabricollis là một loài bọ cánh cứng trong họ Cerambycidae.